# Гловацкий, Юзеф Валентьевич
Юзеф Валентьевич Гловацкий  (1858 — 1927) — крестьянин, депутат Государственной думы Российской империи II созыва от Варшавской губернии.

## Биография
Из крестьян деревни Чолово гмины Радзеюв Нешавского уезда Варшавской губернии. Юзеф был одним из девяти детей Валента (13.02.1837—12.11.1912) и Марианны Гловацких (8.09.1835—4.02.1916). Польский язык изучал дома, закончил два класса начальной школы в Радзеюве, где преподавание велось на русском языке. Занимался самообразованием. Выучил немецкий во время работы в имениях в Прусской Польше в районе Иновроцлава. Работал в хозяйстве у помещика, получив опыт, стал работать на собственном наделе площадью 34 га, полученном от отца. Участвовал в нелегальном распространении польской литературы. В его доме был тайник (под третьей ступенью лестницы, ведущей на первый этаж), в котором хранилась литература на польском языке, в том числе календари, напечатанные в Познани в Прусской Польше. Этот тайник был включён в сеть распространения польской литературы, организованную Бартоломеем Новаком. Вместе со своим дядей Казимиром участвовал в паломничестве в Рим, где встречался с папой Львом XIII.
В 1875 года женился на Екатерине Кинпской (Kępskа, 1851—1948). В этом браке у них родились пять сыновей и пять дочерей. Три сына умерли от трихинеллеза. Сын Михал в 1905 году пропал без вести во время русско-японской войны в Маньчжурии.
Во время избирательной кампании во Вторую Государственную Думу получил поддержку от католического духовенства, четыре члена его семьи были ксёндзами, в том числе его брат — отец Казимеж Гловацкий из Бытони, двоюродный брат — отец Войцех Кмиец. Также в этот период  распространился миф, что Юзеф Гловацкий - потомок знаменитого участника восстания Костюшко Бартоша Гловацкого. 
6 февраля 1907 был избран в Государственную думу Российской империи II созыва от общего состава выборщиков Варшавского губернского избирательного собрания. Вошёл в состав Польского коло. Активно в работе Думы не участвовал. 
После третьеиюньского переворота порвал с политикой, вернулся в Польшу, где приступил к своей работе в сельском хозяйстве, затем стал заниматься и торговлей. Ещё до Первой мировой войны вступил во владение фермой площадью 200 га в Анусине.
Скончался в 1927 году в Анусине, был похоронен в семейной могиле на кладбище в Пётркуве-Куявском.

## Семья
- Дочь — Янина Розалия в замужестве Спихальская (Spychalska, 24.05.1897—?)[3]
- Дочь — Эва в замужестве Ковальская (Kowalska, 19.12.1900—17.03.1961)[3]
- Дочь — Катажина в замужестве Ратай (Rataj)[3]
- Сын — Ян (?—1918)[3]
- Сын — Чеслав (?—1918)[3]
- Сын — Владислав (?—1918)[3]
- Сын — Михал (?—1905)[3]
- Дочь — Людвика в замужестве Ратай (Rataj)[3]
- Сын — Казимеж (?—1960)[3]
- Дочь — Мария Гловацкая (?—1980)[3]

### Рекомендуемые источники
- Brzoza Cz., Stepan K. Posłowie polscy w Parlamencie Rosyjskim, 1906—1917: Słownik biograficzny. Warszawa, 2001.
- Czesław Brzoza, Kamil Stepan Posłowie polscy w parlamencie rosyjskim 1906-1917, Słownik biograficzny, Wydawnictwo Sejmowe, Warszawa, 2001, ISBN 83-7059-506-5 (Józef Głowacki)

### Архивы
- Российский государственный исторический архив. Фонд 1278. Опись 1 (2-й созыв). Дело 104; Дело 530. Лист 5.
- Archiwum rodzinne.